# Piper lateripilosum
Piper lateripilosum är en pepparväxtart som beskrevs av Truman George Yuncker. Piper lateripilosum ingår i släktet Piper och familjen pepparväxter. Inga underarter finns listade i Catalogue of Life.